# USS Macomb (DD-458)
USS Macomb (DD-458/DMS-23) là một tàu khu trục lớp Gleaves được Hải quân Hoa Kỳ chế tạo trong Chiến tranh Thế giới thứ hai. Nó đã tham gia suốt Thế Chiến II, cải biến thành một tàu quét mìn cao tốc với ký hiệu lườn DMS-23, sống sót qua cuộc xung đột và tiếp tục phục vụ cho đến năm 1954. Macomb được chuyển giao cho Lực lượng Phòng vệ biển Nhật Bản để hoạt động như là chiếc JDS Hatakaze (DD-182) cho đến năm 1969; rồi chuyển giao cho Đài Loan năm 1970 như là chiếc ROCS Hsien Yang (DD-16) và phục vụ cho đến năm 1974. Nó là chiếc tàu chiến duy nhất của Hải quân Hoa Kỳ được đặt theo tên Thiếu tướng Hải quân William H. Macomb (1819–1872) và Chuẩn đô đốc David B. Macomb (1827–1911), những người tham gia cuộc Nội chiến Hoa Kỳ.

## Thiết kế và chế tạo
Macomb được chế tạo tại xưởng tàu của hãng Bath Iron Works Corp. ở Bath, Maine. Nó được đặt lườn vào ngày 3 tháng 9 năm 1940; được hạ thủy vào ngày 23 tháng 9 năm 1941, và được cùng đỡ đầu bởi bà Ryland W. Greene và em gái, bà Edward H. Chew, các cháu nội của Thiếu tướng Macomb. Con tàu được cho nhập biên chế cùng Hải quân Hoa Kỳ vào ngày 26 tháng 1 năm 1942 dưới quyền chỉ huy của Thiếu tá Hải quân W. K. Duvall.

## Lịch sử hoạt động

### Mặt trận Đại Tây Dương
Sau khi hoàn tất chạy thử máy, Macomb hoạt động tại vùng bờ Đông trong nhiệm vụ hộ tống các đoàn tàu vận tải và các tàu sân bay. Nhiệm vụ hộ tống vận tải đưa nó về phía Nam đến vùng bờ biển phía Bắc Nam Kỳ, về phía Tây đến bờ biển Tây Phi, và lên phía Bắc đến vùng biển Newfoundland. Khởi hành từ Boston vào ngày 5 tháng 7 năm 1942, nó hộ tống một tàu vận chuyển Lục quân cùng một tàu Anh đi Greenock, Scotland, đến nơi vào ngày 12 tháng 7. Nó hoạt động tại khu vực giữa Scotland và Iceland, thực hiện một chuyến khứ hồi đến New York để bảo trì cho đến ngày 25 tháng 9, và thả neo tại Norfolk, Virginia. Rời Norfolk vào ngày 11 tháng 10, nó hộ tống cho các chuyến tuần tra chống tàu ngầm của các tàu sân bay tại vùng biển Caribe, cho đến khi lên đường vào ngày 7 tháng 11 đi sang vùng bờ biển Bắc Phi. Đến nơi vào ngày 11 tháng 11, nó hoạt động hộ tống cho các tàu sân bay trong khuôn khổ Chiến dịch Torch, cuộc đổ bộ lực lượng Đồng Minh lên Casablanca, rồi quay trở về Boston sau khi cuộc đổ bộ thành công.
Sau khi được đại tu tại Boston, Macomb lại hoạt động hộ tống vận tải dọc theo vùng bờ Đông và tại vùng biển Caribe. Sau một chuyến đi đưa nó đến gần bờ biển Bắc Phi, nó chuyển sang hoạt động tuần tra vùng biển Bắc Đại Tây Dương từ Căn cứ Hải quân Argentia, Newfoundland. Hoạt động hộ tống và tuần tra chống tàu ngầm này đưa nó đến Iceland và quần đảo Anh. Trong giai đoạn đầu năm 1943, hoạt động của các tàu ngầm U-boat Đức Quốc xã tại khu vực này đặc biệt ác liệt, khi chúng tấn công hàng loạt theo chiếc thuật "Wolfpack" (bầy sói) nhắm vào các đoàn tàu vận tải.
Vào tháng 8 năm 1943, Macomb quay trở về nhà sau một lượt phục vụ cùng Hạm đội Nhà Anh Quốc, rồi lại hoạt động ngoài khơi bờ biển Đại Tây Dương cho đến giữa năm 1944. Trong một lần ngoại lệ, nó thực hiện một hành trình dài không gặp bất trắc, đi ngang qua Azores; Freetown, Sierra Leone; Dakar, Senegal; và Bermuda trước khi quay về Boston vào cuối tháng 12. Vào ngày 20 tháng 4 năm 1944, chiếc tàu khu trục lên đường đi sang khu vực Địa Trung Hải, nơi nó làm nhiệm vụ tuần tra chống tàu ngầm ngoài khơi bờ biển Algérie. Vào ngày 18 tháng 5, ngay trước nửa đêm, nó tiến hành một cuộc săn đuổi tàu ngầm đối phương kéo dài đến 72 giờ, chỉ kết thúc khi chiếc U-boat U-616 buộc phải nổi lên mặt nước sau những đợt tấn công bằng mìn sâu của Macomb, và bị đánh chìm bằng hỏa lực hải pháo của chiếc tàu khu trục. Đến giữa tháng 8, nó tham gia Chiến dịch Dragoon, cuộc đổ bộ lực lượng Đồng Minh lên miền Nam nước Pháp, trước khi quay trở lại hoạt động tuần tra chống tàu ngầm. Nó quay trở về Xưởng hải quân Charleston vào ngày 9 tháng 11 để được cải biến thành một tàu khu trục quét mìn.

### Mặt trận Thái Bình Dương
Được xếp lại lớp với ký hiệu lườn mới DMS-23 vào ngày 15 tháng 11 năm 1944, Macomb gia nhập Hải đội Quét mìn 20, và sau đợt huấn luyện ôn tập đã lên đường đi sang Mặt trận Thái Bình Dương vào ngày 3 tháng 1 năm 1945. Đi đến khu vực Tây Thái Bình Dương vào giữa tháng 3, Hải đội Quét mìn 20 gia nhập Đội đặc nhiệm 52.2 và di chuyển về hướng Okinawa. Chúng là đội đặc nhiệm đầu tiên đi đến vùng biển Okinawa và đã tiếp tục ở lại đây cho đến khi hoàn tất chiến dịch. Chỉ một chiếc trong số 11 tàu của đội thoát khỏi bị máy bay tấn công cảm tử kamikaze đánh trúng, và một chiếc trong số họ, tàu quét mìn Emmons (DMS-22), bị đánh chìm vào ngày 8 tháng 4. Hải đội chịu tổn thất thương vong đến khoảng 300 người, trong đó có trên 100 người thiệt mạng.
Tham gia suốt cả chiến dịch, Macomb bắn rơi nhiều máy bay đối phương. Lúc sáng sớm ngày 27 tháng 4, một máy bay đối phương đột kích bị màn hình radar con tàu phát hiện. Trong một giờ, pháo phòng không của nó nổ súng hầu như liên tục trong khi con tàu cơ động hết tốc độ, bắn rơi ba máy bay đối phương. Tuy nhiên vận may của nó không kéo dài, trong một cuộc không kích đối phương lúc nhá nhem tối ngày 3 tháng 5; nó bắn rơi một máy bay đối phương, nhưng một chiếc thứ hai bay nhanh đã đâm vào nó, gây hư hại nghiêm trọng. Do thành tích hoạt động trong chiến dịch này, Macomb được tặng thưởng danh hiệu Đơn vị Tưởng thưởng Hải quân.
Nó đi đến Saipan để sửa chữa những hư hại trong chiến đấu; và khi việc sửa chữa hoàn tất, chiến tranh bước vào giai đoạn kết thúc. Macomb gia nhập trở lại Đệ Tam hạm đội vào ngày 13 tháng 8 trên đường đi sang các đảo chính quốc Nhật Bản. Nó neo đậu ngay phía trước các thiết giáp hạm Missouri (BB-63) và Iowa (BB-61) trong vịnh Tokyo vào ngày 29 tháng 8, và đã chứng kiến buổi lễ ký kết văn kiện Nhật Bản đầu hàng diễn ra bên trên Missouri vào ngày 2 tháng 9 năm 1945. Rời vịnh Tokyo vào ngày 4 tháng 9, nó tiến hành quét mìn tại vùng biển Nhật Bản, ngoài khơi Okinawa, gần lối ra vào Hoàng Hải và trong eo biển Chosen.

### 1945 - 1954
Rời Sasebo vào ngày 5 tháng 12, Macomb lên đường quay trở về Norfolk, Virginia, và nhận nhiệm vụ cùng Hạm đội Đại Tây Dương. Vào tháng 6 năm 1948, nó chuyển cảng nhà đến Charleston, South Carolina, và cho đến tháng 9 năm 1949 đã tuần tra và thực tập dọc theo vùng bờ Đông Hoa Kỳ và Canada cũng như tại vùng biển Caribe. Vào ngày 8 tháng 9 năm 1949, nó khởi hành từ Charleston cho chuyến đầu tiên trong số ba lượt phục vụ cùng Đệ Lục hạm đội tại Địa Trung Hải; nó quay trở về Charleston vào ngày 13 tháng 10. Chuyến đi thứ hai sang Địa Trung Hải diễn ra vào năm 1951, từ ngày 20 tháng 3 đến ngày 5 tháng 10; và lượt phục vụ thứ ba diễn ra từ ngày 22 tháng 4 đến ngày 24 tháng 10 năm 1953. Trong mỗi chuyến đi nó tham gia các hoạt động và thực hành cùng Đệ Lục hạm đội, hỗ trợ các nỗ lực ngoại giao trong bối cảnh chính trị mất ổn định tại nhiều quốc gia trong khu vực này.

### JDSHatakaze(DD-182) / ROCSHsien Yang(DD-16)
Macomb được đưa về lực lượng dự bị vào tháng 7 năm 1954; nó được cho xuất biên chế vào ngày 19 tháng 10 và chuyển cho chính phủ Nhật Bản, phục vụ cùng Lực lượng Phòng vệ Biển Nhật Bản như là chiếc JDS Hatakaze (DD-182) cho đến năm 1969, khi nó được hoàn trả lại cho Hoa Kỳ. Con tàu sau đó được chuyển cho Trung Hoa dân quốc vào ngày 6 tháng 8 năm 1970 để thay thế cho chiếc ROCS Hsien Yang (DD-16), nguyên là tàu khu trục cùng lớp Gleaves USS Rodman (DD-456), vốn bị hư hại do bị mắc cạn. Chiếc Hsien Yang thứ hai hoạt động cho đến khi xuất biên chế năm 1972, xóa đăng bạ năm 1974, và phục vụ như tàu huấn luyện cố định cho đến năm 1978.

## Phần thưởng
Macomb được tặng thưởng danh hiệu Đơn vị Tưởng thưởng Hải quân cùng năm Ngôi sao Chiến trận do thành tích phục vụ trong Thế Chiến II.